# Not Now John
«Not Now John» (с англ. — «Не сейчас, Джон») — композиция британской прогрессив-рок-группы Pink Floyd (фактически на тот момент Роджера Уотерса) из альбома 1983 года The Final Cut, выпущенная в виде сингла 3 мая 1983 года с композицией «The Hero’s Return (Parts 1 and 2)» на второй стороне.
«Not Now John» — единственная песня альбома The Final Cut с лидирующим вокалом Дэвида Гилмора. В песне также поют не обозначенные на альбоме бэк-вокалистки. В американской версии сингла слово «fuck» было заменено на «stuff».
По мнению критиков сайта Allmusic, песня посвящена безразличию общества к различного рода политическим и экономическим неурядицам.

## Музыканты
Pink Floyd
- Роджер Уотерс — вокал, бас-гитара, двенадцатиструнная гитара, магнитофонные эффекты, синтезатор
- Дэвид Гилмор — вокал, гитара
- Ник Мэйсон — ударные

приглашённые музыканты:
- Andy Bown — орган Хаммонда
- Дорин Чантер и Ирен Чантер — бэк-вокал